# Música para los reales fuegos de artificio
Música para los reales fuegos artificiales o Música para los reales fuegos de artificio (en inglés Fireworks Music o Music for the Royal Fireworks) es una composición orquestal de Georg Friedrich Händel de 1749. Fue hecha por encargo de Jorge II de Gran Bretaña para acompañar a los fuegos artificiales que tuvieron lugar en Green Park, Londres, el 27 de abril de 1749. El motivo fue la celebración del final de la Guerra de Sucesión Austriaca y la firma del tratado de Aquisgrán. El número de catálogo de la obra es HWV351.

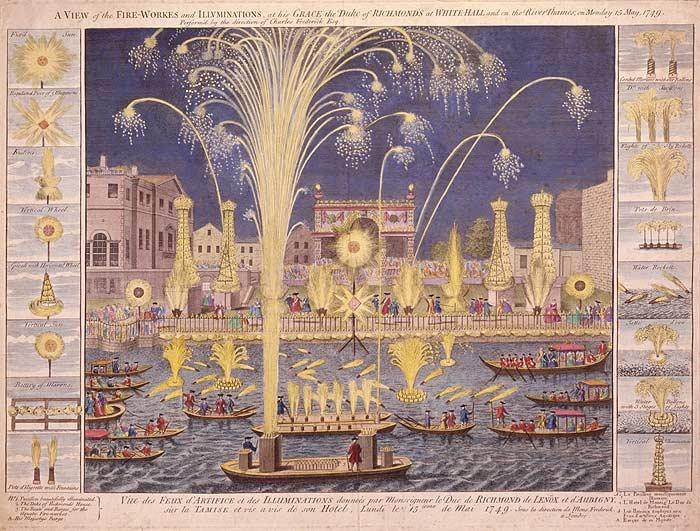
Una vista de los fuegos artificiales para el Duque de Richmond en Whitehall y en el río Támesis el lunes 15 de mayo de 1749.

Los músicos fueron situados en un edificio medio roto especialmente construido para no usarlo y diseñado por el decorador y arquitecto Giovanni Niccolo Servandoni. Los fuegos artificiales no resultaron al final tan satisfactorios como la música en sí misma debido a que la enorme construcción de madera comenzó a arder, provocando, entre otras cosas, la caída de un bajorrelieve del rey. Sin embargo, la composición había sido interpretada públicamente seis días antes, el 21 de abril, en un ensayo general público en los jardines de Vauxhall con gran éxito: acudieron más de doce mil personas, causando un atasco de carruajes sobre el puente de Londres que duró tres horas y cuarenta minutos.

## Movimientos
La obra se compone de cinco movimientos:
1. Obertura: Allegro
2. Bourrée
3. La Paz: Largo alla siciliana
4. El Júbilo: Allegro
5. Minueto I/II

## Instrumentación
La partitura original fue compuesta para una gran orquesta que incluía veinticuatro oboes, doce fagotes (incluyendo un contrafagot), nueve trompetas, nueve trompas, tres pares de timbales y un número no especificado de cajas. La versión más habitualmente interpretada hoy en día, para un conjunto de cuerda y viento más tradicional, fue adaptada por el propio Haendel para ser interpretada en el Hospital de Expósitos de Londres. A esta versión corresponde la única partitura autógrafa existente.